# Дискография Александра Галича
Дискография Александра Галича включает в себя три прижизненные пластинки, изданные зарубежом, из них одна со студийной записью песен и две с записью концертов в Израиле. В России первая пластинка Галича появилась в 1989 году, а активно издавать наследие барда стали уже в 90-е годы.

## Зарубежные издания на пластинках
- «A Whispered Cry». Sung in Russian by Alexander Galitch. («Крик шёпотом»). Recorded in 1974 at The Arne Bendiksen Studios, Oslo, Norway
- «Неизданные песни русских бардов». Produced by Hed-arzi ltd., Israel (1975). Включены 2 песни А. Галича.
- «Galich in Israel» («Галич в Израиле»). Записано на «GALTON» Studios, производство Gal-Ron (Israel), Stereo 5838, ноябрь 1975. В Сети часто в связи с этим диском упоминается название «Русские песни Холокоста», однако на самом диске нет ничего подобного.
- «Alexander Galich — Cheerful Talk» (Live Concert version, 1975). «Весёлый разговор» (прямая запись из зала АУДИТОРИУМ им. Фредерика Манна в Тель-Авиве, декабрь 1975). Запись — «GALTON» Studios, производство Gal-Ron (Israel), Stereo 5846, 1975.
- «Alexander Galich — The laughter throught the tears» («Смех сквозь слёзы»). Fortuna, Made in USA (1981-?)

## Российские издания
- Александр Галич «Когда я вернусь» (1989, фирма «Мелодия» — М60 48605 001)
- Александр Галич (1989, фирма «Мелодия» — М60 48609 000, 2xLp)[1]
- Александр Галич «Ночной дозор» (1990, фирма «Мелодия» — С60 29897 001)
- Память (Фирма Мелодия, CD, 1994)[2][неавторитетный источник]
- Новосибирск 1968 год (SoLyd Records, CD, 1994)[2]
- Песок Израиля (Частные издания, 1995)[2]
- Внутренняя эмиграция (Российский диск, 1995)[2]
- Разговор с музой. На реках вавилонских (Апрелевка Саунд Продакшн, CD, 1996)[2]
- Разговор с музой. Женские песни (Апрелевка Саунд Продакшн, CD, 1996)[2]
- Разговор с музой. Поэма о Сталине (Апрелевка Саунд Продакшн, CD, 1996)[2]
- Разговор с музой. Облака плывут в Абакан (Апрелевка Саунд Продакшн, CD, 1996)[2]
- Разговор с музой. Литераторские мостки (Апрелевка Саунд Продакшн, CD, 1996)[2]
- Разговор с музой. Разговор с музой (Апрелевка Саунд Продакшн, CD, 1996)
- Разговор с музой. Вальс его Величества (Апрелевка Саунд Продакшн, CD, 1996)
- Разговор с музой. Русские плачи (Апрелевка Саунд Продакшн, 1996)[2]
- Разговор с музой. Песня Исхода (Апрелевка Саунд Продакшн, 1996)[2]
- Разговор с музой. Песня об Отчем Доме (Апрелевка Саунд Продакшн)[2]
- Концерты для друзей (Концерты для друзей. Выпуск 1) (Compact Disk Ltd., CD, 1996)[2]
- По образу и подобию (Концерты для друзей. Выпуск 2) (Compact Disk Ltd., CD, 1996)
- Худо мне было (Концерты для друзей. Выпуск 3) (Compact Disk Ltd., CD, 1996)
- Литераторский мостки (Полное собрание песен. Диск 1) (SoLyd Records, 1996)
- Песок Израиля (Полное собрание песен. Диск 2) (SoLyd Records, 1996)
- Ночной дозор (Полное собрание песен. Диск 3) (SoLyd Records, 1996)[2]
- Крик шёпотом (Полное собрание песен. Диск 5) (SoLyd Records, 1996)[2]
- Новогодняя фантазия (Музпром, 2001)
- Королева материка (Музпром, 2001)
- Коломийцев в полный рост (Музпром, 2001)
- Прощание с гитарой (Музпром, 2001)
- Старательский вальсок (Музпром, 2001)
- Командировочная пастораль (Музпром, 2001)
- Реквием по неубитым (Музпром, 2001)
- Я выбираю свободу (Музпром, 2001)
- Больничная цыганочка. 1 (Артель «Восточный ветер», CD-R, 2002)
- И отправился я в Белые столбы. 2 (Артель «Восточный ветер», CD-R, 2002)
- Принцесса с Нижней Масловки. 3 (Артель «Восточный ветер», CD-R, 2002)
- Фантазии на русские темы. 4 (Артель «Восточный ветер», CD-R, 2002)
- За семью заборами. 5 (Артель «Восточный ветер», CD-R, 2002)
- Спи, Семён, спи… 6 (Артель «Восточный ветер», CD-R, 2002)
- Прилетает по ночам ворон… 7 (Артель «Восточный ветер», CD-R, 2002)
- Черновик эпитафии. 8 (Артель «Восточный ветер»,CD-R, 2002)
- Уходят из Варшавы поезда. 9 (Артель «Восточный ветер», CD-R, 2002)
- На реках Вавилонских (1974) (Весь Александр Галич. Диск 1) (Moroz Records, 2003)
- Принцесса с Нижней Масловки (1974) (Весь Александр Галич. Диск 2) (Moroz Records, 2003)
- Песни об Александрах (1974) (Весь Александр Галич. Диск 3) (Moroz Records, 2003)
- Русские плачи (1974) (Весь Александр Галич. Диск 4) (Moroz Records, 2003)
- Поэма о Сталине (1974) (Весь Александр Галич. Диск 5) (Moroz Records, 2003)
- Королева материка (1974) (Весь Александр Галич. Диск 6) (Moroz Records, 2003)
- Черновик эпитафии (1974) (Весь Александр Галич. Диск 7) (Moroz Records, 2003)
- «У Микрофона Галич…» (1974) (Весь Александр Галич. Диск 8) (Moroz Records, 2003)
- «У Микрофона Галич…» (1975) (Весь Александр Галич. Диск 9) (Moroz Records, 2003)
- «У Микрофона Галич…» (1976—1977) (Весь Александр Галич. Диск 10) (Moroz Records, 2003)
- Песни и стихи разных лет (1962—1966) (Весь Александр Галич. Диск 11) (Moroz Records, 2003)
- Песни и стихи разных лет (1967—1970) (Весь Александр Галич. Диск 12) (Moroz Records, 2003)
- Песни и стихи разных лет (1971—1975) (Весь Александр Галич. Диск 13) (Moroz Records, 2003)
- Варианты и наброски (1961—1968) (Весь Александр Галич. Диск 14) (Moroz Records, 2003)
- Варианты и наброски (1969—1973) (Весь Александр Галич. Диск 15) (Moroz Records, 2003)
- Концерт по заявкам радиослушателей (1973) (Весь Александр Галич. Диск 16) (Moroz Records, 2003)